# Miconia laevipilis
Miconia laevipilis är en tvåhjärtbladig växtart som beskrevs av John Julius Wurdack. Miconia laevipilis ingår i släktet Miconia och familjen Melastomataceae. Inga underarter finns listade i Catalogue of Life.